# 汉沽管理区
汉沽管理区为隶属于河北省唐山市的县级管理区，坐落在天津市滨海新区汉沽地区与河北省唐山市之间。汉沽管理区92%面积的主体部分与唐山市丰南区相邻，不是飞地。只有汉沽农场一分场12平方公里这一块被天津汉沽区包围的飞地，占总面积的8%。理论上属于天津市的土地，实际上是由唐山市领导管理，管辖汉丰镇和若干农场分场；汉沽农场一分场，坐落在汉沽区与宁河县芦台镇之间，也是块飞地。 

## 历史
1951年11月，中华人民共和国农业部汉沽机械农场在河北省天津专区汉沽镇成立，由国家农业部建场并直接领导。1952年，汉沽机械农场由农业部移交河北省农林厅管理，更名为国有河北省汉沽机械农场，闫国英任场长。1953年11月归属天津专区汉沽市。1958年变为天津市畜牧局管理，更名为天津市汉沽区农场。1959年，归属河北省天津市汉沽区。当时的汉沽农场只有现在一分场12平方公里的面积。1960年，河北省人民委员会把宁河农场和附近19个自然村并入，划归河北省唐山地区管辖，更名为国有河北省汉沽农场，才有了今天的150平方公里区域。1961年，归属天津市宁河县管辖。1962年，划归河北省农林厅管理。1963年，划归河北省农垦局管理。1969年2月，由天津宁河县代管。1969年10月，划归河北省革命委员会干校管辖。1971年，划归河北省革命委员会农业局管理。1973年，归属河北省廊坊地区管辖。1979年，汉沽农场由廊坊地区移交唐山地区代管。后虽唐山地市合并由唐山市代管至2003年。
涌现出农业战线上的旗帜张方、抗震救灾英雄王宝贵等模范人物。1978年，农场工农业总产值5143万元，净利润970.53万元，纳税1020.66万元，农民人均收入189元。1979年，汉沽农场荣获全国农垦系统红旗单位。
2003年3月，河北省委、省政府决定将汉沽农场由河北省农垦局移交由唐山市管辖，成立唐山市汉沽管理区。汉沽管理区成立于2003年10月10日，由河北省汉沽农场改制建立，改制前为河北省农垦局管辖单位，委托唐山市代管。　　 
现设有唐山市汉沽管理区人民检察院。一审刑事案件由唐山市丰南区人民法院管辖。唐山市丰南区人民法院汉沽农垦人民法庭受理民商事案件，该法庭实际上由唐山市中院直接监督与领导。

## 行政区划
汉沽管理区下辖1个街道办事处、1个镇、1个办事处：
汉丰镇、兴农街道和振兴街道。

## 气候
汉沽管理区属于温带季风气候，大陆性显著，四季分明，光照条件好，水资源相对贫乏。